# Aristida kelleri
Aristida kelleri är en gräsart som beskrevs av Eduard Hackel. Aristida kelleri ingår i släktet Aristida och familjen gräs.
Artens utbredningsområde är Somalia. Inga underarter finns listade i Catalogue of Life.